# Dekanat Elbląg Północ
Dekanat Elbląg Północ – jeden z 21 dekanatów w rzymskokatolickiej diecezji elbląskiej.

## Parafie
W skład dekanatu wchodzi 6 parafii:
- Parafia św. Brata Alberta – Elbląg
- Parafia św. Józefa Robotnika – Elbląg
- Parafia św. Pawła Apostoła – Elbląg - siedziba dekanatu (od IX 2018 r.)[1]
- Parafia św. Rafała Kalinowskiego – Elbląg
- Parafia św. Wojciecha – Elbląg
- Parafia św. Stanisława – Milejewo